# Xã Oceola, Michigan
Xã Oceola (tiếng Anh: Oceola Township) là một xã thuộc quận Livingston, tiểu bang Michigan, Hoa Kỳ. Năm 2010, dân số của xã này là 11.936 người.